# Abhijit Banerjee
Abhijit Vinayak Banerjee (beng. অভিজিৎ বিনায়ক বন্দ্যোপাধ্যায়; ur. 21 lutego 1961 w Mumbaju) – indyjski ekonomista, pracownik Massachusetts Institute of Technology, laureat Nagrody Banku Szwecji im. Alfreda Nobla w dziedzinie ekonomii w 2019.

## Życiorys
W 2019 wraz z Esther Duflo (która jest jego żoną od 2015) i Michaelem Kremerem został laureatem Nagrody Banku Szwecji im. Alfreda Nobla w dziedzinie ekonomii za wspólną pracę poświęconą łagodzeniu globalnego ubóstwa.